# Beddomeia wiseae
Beddomeia wiseae é uma espécie de gastrópode da família Hydrobiidae.
É endémica da Austrália.